# Комісарово (Велізький район)
Комісарово (рос. Комиссарево) — присілок Велізького району Смоленської області Росії. Входить до складу Крутовського сільського поселення .
Населення — 3 особи (2007 рік).